# Ludwigsfeld (Neu-Ulm)

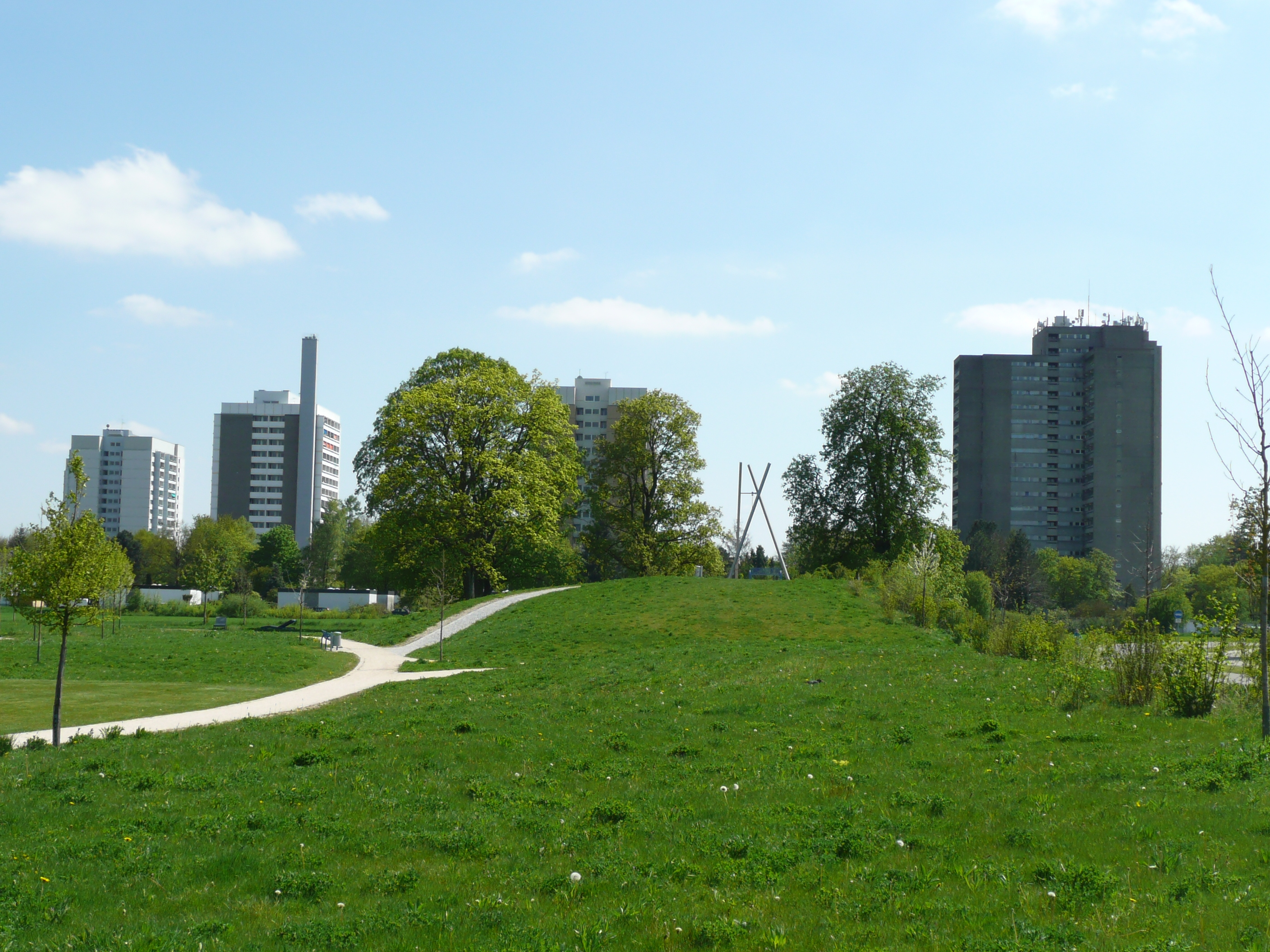
Hochhaussilhouette vom Wiley aus gesehen

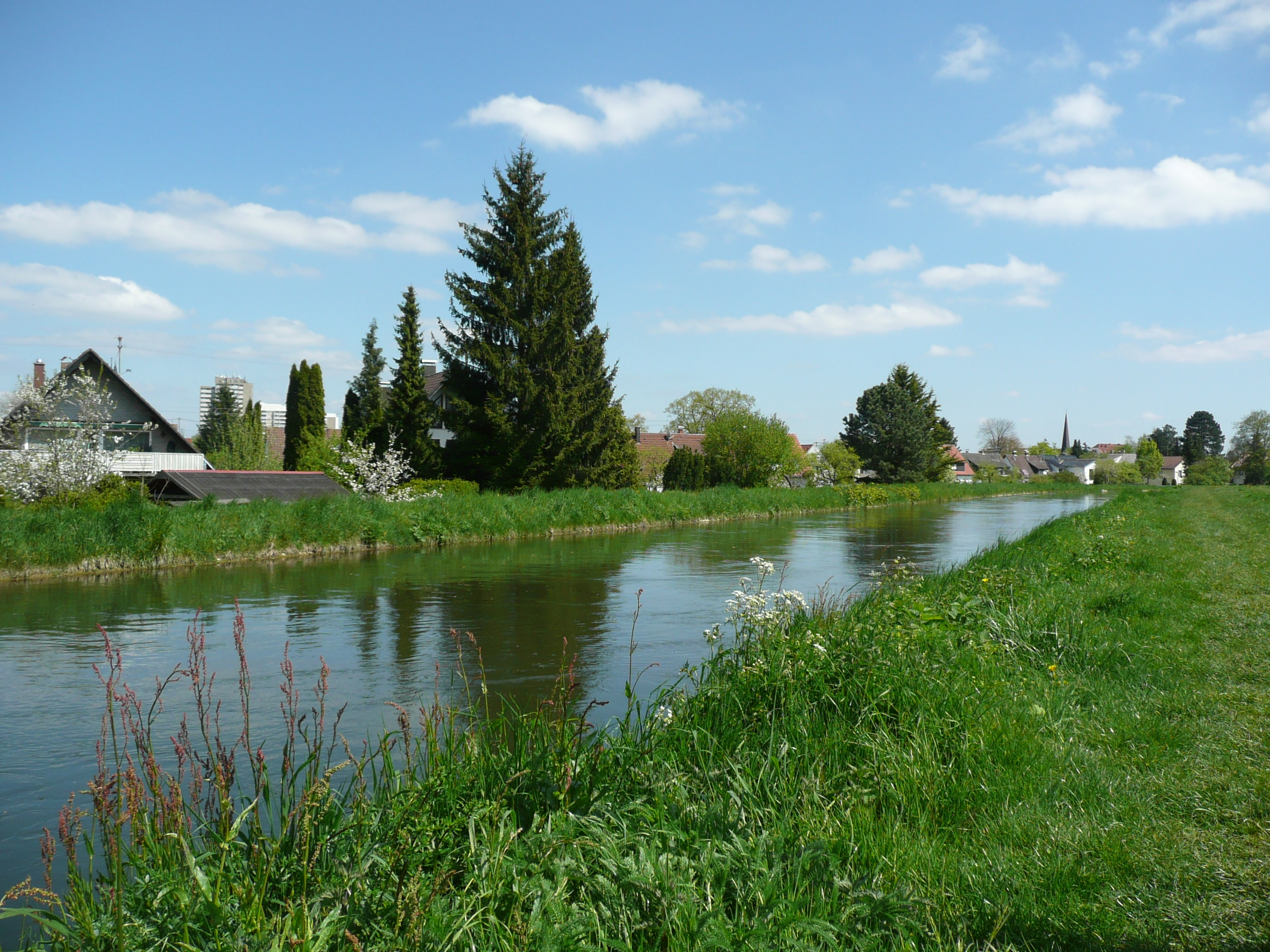
Der Illerkanal bei Ludwigsfeld

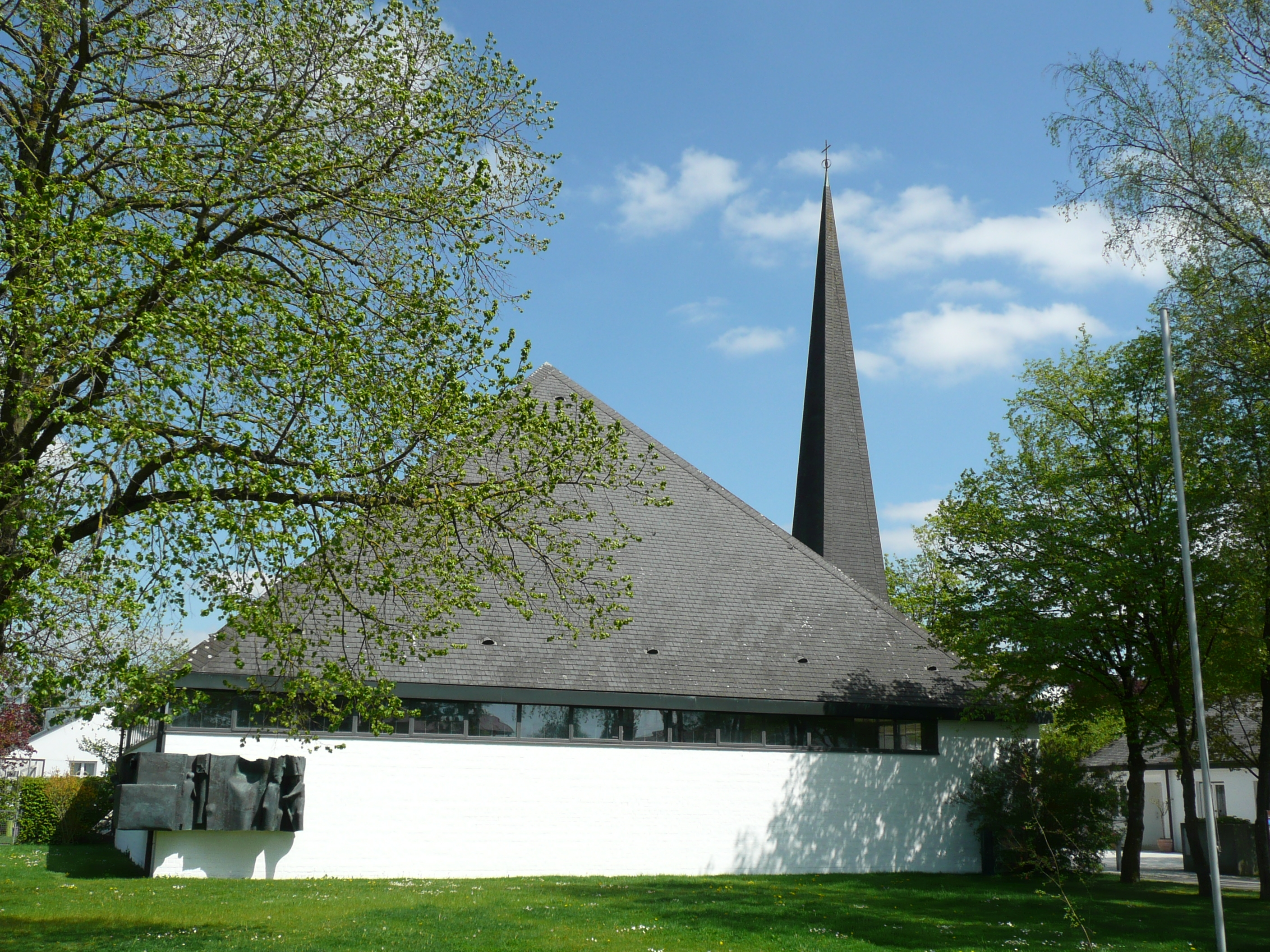
Die 1967 erbaute Andreaskirche in Ludwigsfeld

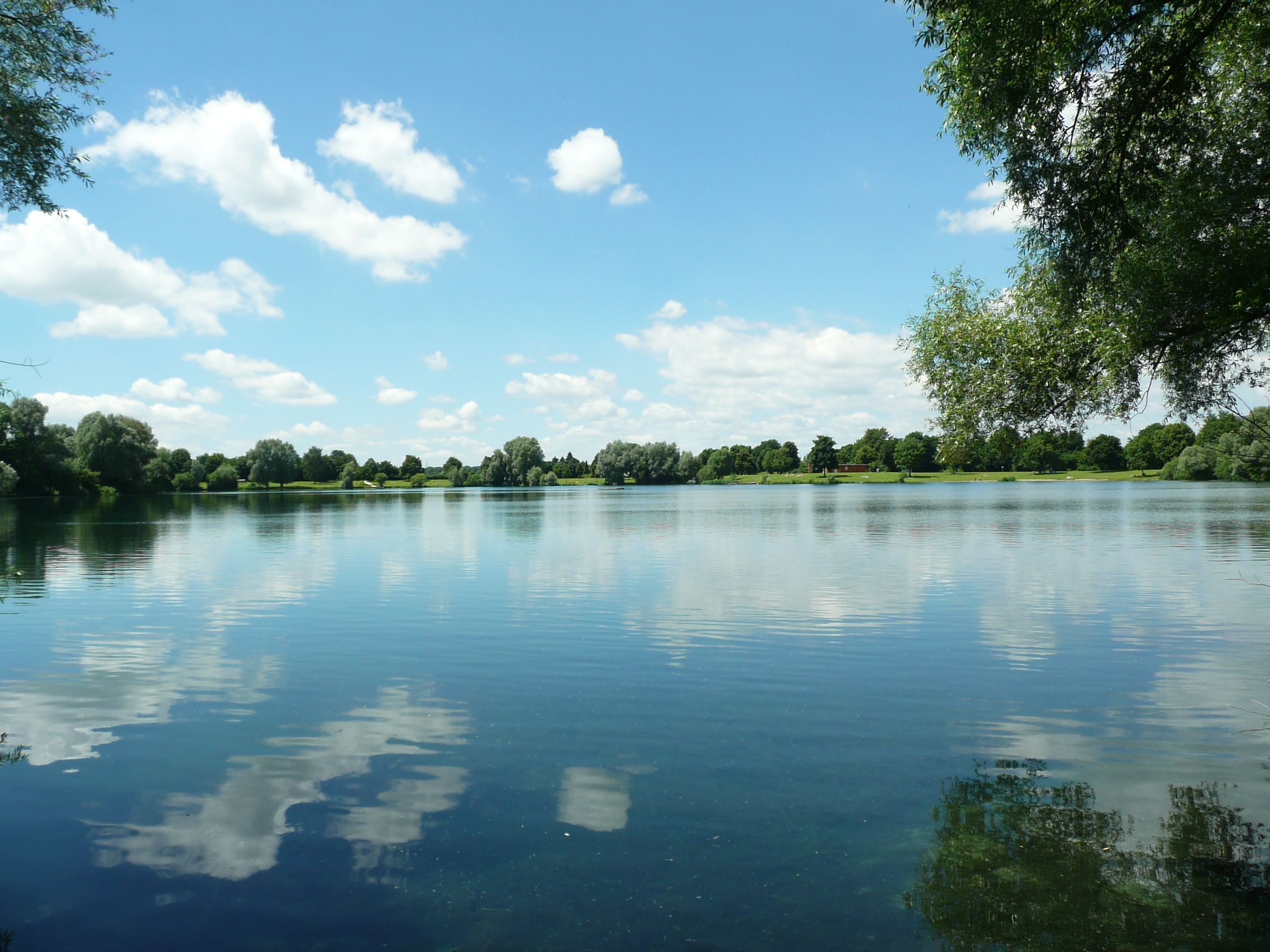
Naherholungsgebiet Ludwigsfelder Baggersee

Das Pfarrdorf Ludwigsfeld ist mit über 11.000 Einwohnern der zweitgrößte Ortsteil der Großen Kreisstadt Neu-Ulm im gleichnamigen Landkreis im Westen von Bayern.

## Geographie
Der Ort liegt verkehrsgünstig drei Kilometer südlich des Stadtzentrums am östlichen Ufer der Iller, etwa auf halbem Weg zur Nachbarstadt Senden, von der es durch die Bundesstraße 28 getrennt ist. Ludwigsfeld wird im Westen durch die Grenze zu Baden-Württemberg bzw. Ulm und im Osten durch die Illertalbahn begrenzt. Die umliegenden Ortsteile sind im Uhrzeigersinn im Norden die Orte Weststadt und Stadtmitte, im Osten der Ort Schwaighofen und im Süden Gerlenhofen. Im Westen grenzen Illerkirchberg und der Ulmer Ortsteil Wiblingen an. Das Wohn- und Geschäftsviertel Wiley, vormals Kasernengelände der US-Armee, gehört seit den 1990er Jahren in der städtischen Statistik ebenfalls zum Ortsteil Ludwigsfeld.
Markant für Ludwigsfeld ist die Silhouette der fünf Hochhäuser aus den 1960er und 1970er Jahren und die historische alte Schule im Ortskern. Im Osten wird der Ort vom Naherholungsgebiet des Ludwigsfelder Baggersees begrenzt und erhält auch durch den nahen Auwald der Iller einen hohen Freizeitwert.

## Entwicklung
Ebenso wie Neu-Ulm hat sich auch Ludwigsfeld erst im 19. Jahrhundert entwickelt. Als städtisches Baugebiet wurde es 1862 erschlossen und nach dem bayrischen Märchenkönig Ludwig II. benannt. Heute ist es bevorzugtes Wohngebiet zwischen Auwäldern und dem etwa 1975 angelegten Naherholungsbereich um den Baggersee mit großzügigen Liegewiesen, Spielplatz und Kioskbetrieb. Der Ort hat ferner einen Reitstall und den Verkehrsübungsplatz, der am Ortsrand anschließt. In Ludwigsfeld gibt es zwei Kindergärten mit Kinderkrippe, drei Kirchen sowie einen Königreichssaal, ein großes Seniorenheim, eine Grundschule und zwei Sporthallen.
Mit der Angliederung des ehemaligen US-Kasernengeländes in den 1990er Jahren wuchs Ludwigsfeld in Richtung der Stadtmitte. Ende der 90er begann die städtebauliche Entwicklung des Wiley-Areals und bescherte dem Stadtteil bis heute rund 3500 zusätzliche Einwohner. Die Ansiedlung von Einrichtungen wie der Hochschule Neu-Ulm, der Ratiopharm Arena, dem Multiplexkino Dietrich-Theater sowie zahlreicher Dienstleistungsunternehmen entwickelte sich das neu erschlossene Gebiet auch zum Geschäftsviertels, sodass Ludwigsfeld heute nicht nur reines Wohngebiet ist.
In den kommenden Jahren wird Ludwigsfeld weiter wachsen. Neben den noch ausstehenden Teilen des Wiley-Areals wird der Kernort im Osten um ein neues Wohngebiet Ulmer Hofgut erweitert, in dem rund 230 Wohneinheiten in überwiegend kleinteiliger Bebauung entstehen sollen. Darüber hinaus plant die Stadt den Ausbau des Gebietes Ulmer Riedteile westlich des Wohnviertels Wiley Süd als Wohnen am Illerpark. Auf einer Fläche von rund neun Hektar sollen ab 2019 etwa 610 Wohneinheiten überwiegend im Geschossbau für mehr als 1400 Menschen gebaut werden. Darüber hinaus entsteht dort ein Gewerbecampus, auf dem ab 2021 über 700 Menschen arbeiten werden. Die Lücke zwischen Wiley und dem Kernort von Ludwigsfeld soll aber auch damit nicht geschlossen werden, da diese Schneise eine Flächenfreihaltung für einen etwaigen Ausbau der B10 darstellt, für den es durch den Ausbau der Europastraße etwas nördlicher aktuell jedoch keinen dringenden Bedarf gibt.

## Verkehr
Ludwigsfeld liegt an der Bundesstraße 28 (der ehemaligen A 80), die zur A 7 führt, an der Bundesstraße 10 sowie direkt an der Staatsstraße 2031, der ehemaligen B 19.
Die Bahnstrecke Neu-Ulm–Kempten verläuft zwar am Rand Ludwigsfelds, hat aufgrund der Distanz zum Siedlungsgebiet dort jedoch keinen Bahnhof.
Die Buslinie 5 der SWU verbindet Ludwigsfeld mit der Stadtmitte von Neu-Ulm und Ulm, dem Ulmer Hauptbahnhof und dem Eselsberg, auf dem sich unter anderem die Wissenschaftsstadt Ulm mit Universität, Universitätsklinikum und Bundeswehrkrankenhaus befinden. Daneben bieten die Buslinien 71 und 73 weitere Verbindungen innerhalb Neu-Ulms sowie in den Nachbarort Senden, im Nachtverkehr wird Ludwigsfeld durch die Linie 5b bedient.

## Sport
Der Breiten- und Leistungssportverein TSF Ludwigsfeld hat sein Trainingszentrum in Ludwigsfeld und ist mit etwa 2100 Mitgliedern der größte Sportverein Neu-Ulms.
Mit dem Dietrich-Lang-Sportzentrum hat auch der zweitgrößte Neu-Ulmer Verein, der TSV 1880 Neu-Ulm, Sportstätten in Ludwigsfeld.
Ebenfalls in Ludwigsfeld angesiedelt ist der Pferdesportverein PSV Ulm/Neu-Ulm.
Mit dem Sportpark Wiley existiert zudem ein großes Freizeitsportareal, in dem Bolz- und Fußballplatz, Skaterbahn und Beachvolleyballfeld zu finden sind.

## Besonderheiten
- Obwohl geographisch bis zu drei Kilometer von der Neu-Ulmer Festungsmauer entfernt, war Ludwigsfeld zu keiner Zeit selbstständig.
- Es gibt noch zwei weitere Orte namens Ludwigsfeld, nämlich als Teil des Münchener Stadtbezirks Feldmoching-Hasenbergl (→ Ludwigsfeld (München) und Siedlung Ludwigsfeld) sowie als Bezirk der Stadt Nürnberg (→ Ludwigsfeld (Nürnberg)).
- Die zweitstärkste Volksgruppe sind die Sudetendeutschen.
- Der Sportverein in Ludwigsfeld ist mitgliederstärker als der in Neu-Ulm selbst.
- Ludwigsfeld war im Kalten Krieg Hauptangriffsziel der Roten Armee, denn in der wenige hundert Meter entfernten Wiley-Kaserne lagerten Pershingraketen mitsamt atomaren Sprengköpfen.[8]
- In der Liste der Baudenkmäler in Neu-Ulm ist für Ludwigsfeld ein Baudenkmal aufgeführt.